# Шакараму
Шакараму — ша, буква алфавита телугу, обозначает глухой ретрофлексный шипящий согласный [ʂ]. Конструктивно буква «ша» является модификацией буквы «па» (ప). Графическое родство букв «па» и «ша» характерно для большинства индийских алфавитов.
Ша гунинтам:  ష , షా , షి , షీ , షు , షూ , షె , షే , షై , షొ , షో , షౌ .
Подстрочная буква «ша» называется шаватту:
- Шаватту
- Шаотту (каннада)
- Гемпелан са сапа (бали)
- Лигатура "Кша"